# Barrow Rugby League Football Club
Actualités
Les Barrow Raiders sont un club professionnel anglais de rugby à XIII  basé à Barrow-in-Furness, en Cumbria. Il évolue dans la League 1 qui est le troisième échelon du championnat d'Angleterre. Il a remporté le second échelon (le Championship) à deux reprises en 1976 et 2009. Ils ont également remporté la coupe d'Angleterre appelée la « Challenge Cup » en 1955.

## Histoire
Le club est fondé en 1875 en tant que club de rugby (qui devient plus tard le rugby à XV) avant d'intégrer en avril 1897 le Northern Rugby Football Union (qui prend le nom plus tard de la « Rugby Football League ») qui est à l'origine directe de la naissance du rugby à XIII en 1895. Il évolue au Craven Park depuis 1931. Le club n'a jamais pris part à la Super League depuis sa création en 1996.
À la fin de la saison 2011, le club, qui évoluait depuis 2009 en Championship, est rétrogradé en League 1 pour ne pas avoir respecté les règles du plafond salarial. 

## Palmarès
- Coupe d'Angleterre dite Challenge Cup (1):
  - Vainqueur : 1955[1].
  - Finaliste : 1938, 1951, 1957 et 1967.
- Championnat d'Angleterre de deuxième division (2):
  - Champion : 1976 et 2009.
- Coupe du Lancashire (2)[2]:
  - Vainqueur : 1955 et 1983.

## Joueurs notables
Willie Horne, joueur des Raiders, a été capitaine de l'équipe de Grande-Bretagne, lors de la tournée de 1952 en Australie, tournée remportée par les lions. Il a marqué 113 essais et réussi 739 coups de pied pour le club. En signe de reconnaissance, le club a érigé une statue en son honneur à côté du stade.

## Bilan du club toutes saisons et toutes compétitions confondues
| Année | Année | Saison régulière League 1                                                 | Saison régulière League 1                                                 | Saison régulière League 1                                                 | Saison régulière League 1                                                 | Saison régulière League 1                                                 | Saison régulière League 1                                                 | Saison régulière League 1                                                 | Saison régulière League 1                                                 | Play-offs League 1                                                        | Play-offs League 1                                                        | Play-offs League 1                                                        | Play-offs League 1                                                        | Play-offs League 1                                                        | Play-offs League 1                                                        | Play-offs League 1                                                        | Challenge Cup                                                             |
| Année | Année | Class.                                                                    | Points                                                                    | MJ                                                                        | V.                                                                        | N.                                                                        | D.                                                                        | Pp.                                                                       | Pc.                                                                       | Perf.                                                                     | MJ                                                                        | V.                                                                        | N.                                                                        | D.                                                                        | Pp.                                                                       | Pc.                                                                       | Performance                                                               |
| 2015  | 2015  | 7e                                                                        | 28                                                                        | 22                                                                        | 14                                                                        | 0                                                                         | 8                                                                         | 661                                                                       | 423                                                                       | Non-qualifié                                                              | 0                                                                         | 0                                                                         | 0                                                                         | 0                                                                         | 0                                                                         | 0                                                                         |                                                                           |
| 2016  | 2016  | 3e                                                                        | 31                                                                        | 21                                                                        | 15                                                                        | 1                                                                         | 5                                                                         | 769                                                                       | 375                                                                       | Finaliste                                                                 | 2                                                                         | 1                                                                         | 0                                                                         | 1                                                                         | 68                                                                        | 42                                                                        |                                                                           |
| 2017  | 2017  | 2e                                                                        | 37                                                                        | 22                                                                        | 18                                                                        | 1                                                                         | 3                                                                         | 731                                                                       | 381                                                                       | Vainqueur                                                                 | 2                                                                         | 2                                                                         | 0                                                                         | 0                                                                         | 70                                                                        | 6                                                                         |                                                                           |
| Année | Année | Saison régulière Championship                                             | Saison régulière Championship                                             | Saison régulière Championship                                             | Saison régulière Championship                                             | Saison régulière Championship                                             | Saison régulière Championship                                             | Saison régulière Championship                                             | Saison régulière Championship                                             | Play-offs Championship                                                    | Play-offs Championship                                                    | Play-offs Championship                                                    | Play-offs Championship                                                    | Play-offs Championship                                                    | Play-offs Championship                                                    | Play-offs Championship                                                    | Challenge Cup                                                             |
| 2018  | 2018  | 9e                                                                        | 19                                                                        | 30                                                                        | 8                                                                         | 3                                                                         | 19                                                                        | 491                                                                       | 1006                                                                      | -                                                                         | -                                                                         | -                                                                         | -                                                                         | -                                                                         | -                                                                         | -                                                                         |                                                                           |
| 2019  | 2019  | 13e                                                                       | 11                                                                        | 27                                                                        | 5                                                                         | 1                                                                         | 21                                                                        | 479                                                                       | 861                                                                       | Non qualifé                                                               | -                                                                         | -                                                                         | -                                                                         | -                                                                         | -                                                                         | -                                                                         |                                                                           |
| Année | Année | Saison régulière League 1                                                 | Saison régulière League 1                                                 | Saison régulière League 1                                                 | Saison régulière League 1                                                 | Saison régulière League 1                                                 | Saison régulière League 1                                                 | Saison régulière League 1                                                 | Saison régulière League 1                                                 | Play-offs League 1                                                        | Play-offs League 1                                                        | Play-offs League 1                                                        | Play-offs League 1                                                        | Play-offs League 1                                                        | Play-offs League 1                                                        | Play-offs League 1                                                        | Challenge Cup                                                             |
| 2020  | 2020  | Édition annulée et titre non décerné en raison de la pandémie de Covid-19 | Édition annulée et titre non décerné en raison de la pandémie de Covid-19 | Édition annulée et titre non décerné en raison de la pandémie de Covid-19 | Édition annulée et titre non décerné en raison de la pandémie de Covid-19 | Édition annulée et titre non décerné en raison de la pandémie de Covid-19 | Édition annulée et titre non décerné en raison de la pandémie de Covid-19 | Édition annulée et titre non décerné en raison de la pandémie de Covid-19 | Édition annulée et titre non décerné en raison de la pandémie de Covid-19 | Édition annulée et titre non décerné en raison de la pandémie de Covid-19 | Édition annulée et titre non décerné en raison de la pandémie de Covid-19 | Édition annulée et titre non décerné en raison de la pandémie de Covid-19 | Édition annulée et titre non décerné en raison de la pandémie de Covid-19 | Édition annulée et titre non décerné en raison de la pandémie de Covid-19 | Édition annulée et titre non décerné en raison de la pandémie de Covid-19 | Édition annulée et titre non décerné en raison de la pandémie de Covid-19 | Édition annulée et titre non décerné en raison de la pandémie de Covid-19 |
| 2021  | 2021  | 1er                                                                       | 27                                                                        | 17                                                                        | 13                                                                        | 1                                                                         | 3                                                                         | 596                                                                       | 275                                                                       | Champion                                                                  | -                                                                         | -                                                                         | -                                                                         | -                                                                         | -                                                                         | -                                                                         |                                                                           |
| Année | Année | Saison régulière Championship                                             | Saison régulière Championship                                             | Saison régulière Championship                                             | Saison régulière Championship                                             | Saison régulière Championship                                             | Saison régulière Championship                                             | Saison régulière Championship                                             | Saison régulière Championship                                             | Play-offs Championship                                                    | Play-offs Championship                                                    | Play-offs Championship                                                    | Play-offs Championship                                                    | Play-offs Championship                                                    | Play-offs Championship                                                    | Play-offs Championship                                                    | Challenge Cup                                                             |
| 2022  | 2022  | 4e                                                                        | 37                                                                        | 27                                                                        | 18                                                                        | 1                                                                         | 8                                                                         | 757                                                                       | 587                                                                       | 1er tour                                                                  | 1                                                                         | 0                                                                         | 0                                                                         | 1                                                                         | 8                                                                         | 18                                                                        | Huitième de finale                                                        |
| 2023  | 2023  | 11e                                                                       | 17                                                                        | 27                                                                        | 8                                                                         | 1                                                                         | 18                                                                        | 471                                                                       | 672                                                                       | Non qualifé                                                               | -                                                                         | -                                                                         | -                                                                         | -                                                                         | -                                                                         | -                                                                         | 5e tour                                                                   |
| 2024  | 2024  | 11e                                                                       | 19                                                                        | 26                                                                        | 9                                                                         | 1                                                                         | 16                                                                        | 458                                                                       | 758                                                                       | Non qualifié                                                              | -                                                                         | -                                                                         | -                                                                         | -                                                                         | -                                                                         | -                                                                         | 3e tour                                                                   |
| 2025  | 2025  | -                                                                         | -                                                                         | -                                                                         | -                                                                         | -                                                                         | -                                                                         | -                                                                         | -                                                                         |                                                                           | -                                                                         | -                                                                         | -                                                                         | -                                                                         | -                                                                         | -                                                                         | 3e tour                                                                   |